# Fath-Intifada
Fath al-Intifada (in arabo  فتح الانتفاضة)‎?, Fatḥ al-Intifāḍa, ossia "Vittoria dell'Intifada") è una fazione militante di guerriglia palestinese, fondata dal Col. Sa'id al-Muragha, meglio conosciuto come 'Abu Musa'. Ci si riferisce spesso al gruppo come alla 'Fazione Abu Musa'. Ufficialmente esso si definisce invece Movimento di Liberazione Nazionale Palestinese - "Fath" (in arabo "حركة التحرير الوطني الفلسطيني - "فتح‎?, Harakat al-Taḥrīr al-Waṭanī al-Filasṭīnī - "Fatḥ"), l'identico nome cioè assunto dal movimento maggiore e più importante, il Fath.
Fath al-Intifada non fa parte dell'OLP.

## Storia

### Rottura con l'OLP
Originariamente parte del Fath, Fath al-Intifada ruppe con l'organizzazione nel 1983, durante la partecipazione dell'OLP alla Guerra civile libanese. Il motivo fu la differenza d'idee fra Abu Musa e Yassir Arafat su un certo numero di problemi di carattere militare e sulla corruzione che serpeggiava all'interno dell'Organizzazione. Fath al-Intifada si organizzò col sostegno della Siria e rapidamente attrasse un numero discreto di guerriglieri palestinesi, delusi dalla politica di Arafat nel Fath e nell'Organizzazione per la Liberazione della Palestina. Esisteva anche un dissenso politico più generale: l'organizzazione aveva assunto in modo crescente un orientamento di sinistra , che contrastava l'orientamento tradizionalmente apolitico del Fath e faceva sempre più uso d'una fraseologia socialista. Abu Musa è noto per avere sostenuto la tesi che la guerra civile libanese non era uno scontro tra fazioni religiose, ma una forma estrema di lotta di classe.
La Siria contribuì fortemente a fornire Abu Musa dei mezzi per attaccare i fedeli di Arafat del Fath, mentre varie organizzazioni radicali dell'OLP nel cosiddetto Fronte del Rifiuto lo affiancarono più o meno apertamente. Lo scontro condusse a pesanti perdite da ambo i lati e aiutò la Siria ad estendere la propria influenza nelle aree sotto controllo palestinese nel Libano. Fath al-Intifada cadde rapidamente sotto il controllo dell'esercito siriano, e venne sempre più considerato come una marionetta nelle sue mani.

### Guerra nei campi
Nel periodo 1985-88, Fath al-Intifada prese parte alla cosiddetta Guerra dei campi, un tentativo condotto dalla Siria di sradicare l'OLP dalle sue roccaforti nei campi-profughi, puntando sulle milizie sciite di Amal e alcuni gruppi palestinesi ostili alla linea di Arafat. Dopo uno sforzo congiunto condotto dall'esercito siriano e da un certo numero di gruppi palestinesi e libanesi controllati e aiutati da Damasco, che includevano il Fath al-Intifada, il FPLP-CG, al-Sa'iqa, Amal, il siriano ELP e parti del FPL, l'OLP fu gradualmente costretto ad abbandonare il Libano verso la fine della seconda metà degli anni ottanta. A quel tempo, il Fath al-Intifada s'era ridotta a costituire una trascurabile milizia filo-siriana, senza alcuna possibilità ormai di assumere decisioni di rilievo.

### Declino
Alla fine degli anni ottanta, Fath al-Intifada ebbe un breve riavvicinamento con il Fath di Arafat, ma a causa della sua opposizione agli Accordi di Oslo, e più in generale alle quasi inesistenti relazioni fra l'OLP e il regime di Hafiz al-Asad, il Fath al-Intifada non fu in grado di assicurarsi alcun ruolo nell'attuale politica dell'Autorità Nazionale Palestinese. Invece esso rimane una fazione minore nei campi dei rifugiati palestinesi di Siria e Libano, dove è stato in condizione di operare, sotto l'ombrello protettivo delle forze siriane, fino alla fine del 2005. Rimane attualmente come una pedina di minor conto, usata dalla Siria per la sua "politica palestinese", sempre allineata alle iniziative assunte da Damasco e componente della coalizione che raduna le forze palestinesi filo-siriane, basata a Damasco. Tuttavia non ha alcuna influenza fuori di questi Paesi e non è nota una presenza ufficiale del Fath al-Intifada nei Territori Occupati palestinesi.

### La fazioneFath al-Islam
Nel 2006, circa 200 membri di Fath al-Intifada ruppero con l'organizzazione-madre per formare un gruppo radicale fondamentalistico che ha assunto il nome di Fath al-Islam'. Questo movimento, che rifiuta ogni legame con la Siria e che si è scontrato col regime di quel Paese, è basato nel campo-profughi, nel settentrione libanese, di Nahr al-Bared, ed esprime consenso nei confronti di al-Qa'ida. Secondo la stampa, è stato raggiunto da attivisti salafiti di altri Paesi, quali il Pakistan, la Giordania, l'Algeria e il Bangladesh, ma rimane ai margini della politica palestinese, visto con sospetto dalle più ampie e numerose fazioni dell'OLP e di Hamas. Fath al-Islam ha partecipato nel maggio del 2007 ai violenti scontri nel nord del Libano contro le forze armate regolari libanesi, che hanno provocato estese distruzioni e decine di vittime nel campo di Nahr al-Bared.

## Leadership
Abu Musa ha abbandonato la sua leadership negli anni novanta. Il posto di Segretario Generale è ora occupato da Abu Khalid al-'Umla, mentre Abu Fadi Hammad opera come Segretario Generale regionale per il Libano.

## Attività militanti
Durante gli anni ottanta, Fath al-Intifada ha condotto un certo numero di azioni aggressive contro Israele, inclusi i civili di quel Paese, ma non è stato coinvolto in atti di violenza contro Israele fino a poco prima della firma degli Accordi di Oslo nel 1993. Gli esperti ritengono che il gruppo non possieda alcuna capacità operativa per attaccare obiettivi israeliani o dei Territori Occupati palestinesi.